# Dark Knight Court
«Dark Knight Court» (укр. «Суд Темного Лицаря») — шістнадцята серія двадцять четвертого сезону мультсеріалу «Сімпсони», прем'єра якої відбулась 17 березня 2013 року у США на телеканалі «Fox».
Серія присвячена пам'яті репортера Роберта Рено, брата запрошених зірок Дженет Рено і Маггі Рено Гурчалла.

## Сюжет
Під час святкування Великодня у Спрінґфілдській початковій школі шкільний оркестр випадково випускає сотні яєць зі своїх музичних інструментів, зіпсувавши одяг мешканців і забруднивши вулиці міста.
Втікаючи від натовпу містер Бернс потрапляє у крамницю продавця коміксів. Бернс згадує, що в дитинстві дуже любив вигаданих супергероїв. У захваті Монті скуповує всі комікси.
Підозра за інцидент на святкуванні швидко падає на Барта Сімпсона, який осторонь реготав. Однак, він заперечує свою причетність.
Як доказ удома він говорить все у вічі Меґґі… і немовля вірить. Щоб довести правоту брата, Ліса вирішує провести суд. Шукаючи об'єктивного голову, дід Сімпсон пропонує Дженет Рено, колишню генпрокурорку США, з якою Ейб грає в шахи за листуванням.
Тим часом Бернсові не сподобалися сучасні супергерої, окрім Бетмена. Він вирішує стати Людиною-фруктовим кажаном — Фрут Бетменом. Вдягнувши супер костюм, Бернс вночі виходить на «патрулювання» вулиць Спрінґфілда. Смізерс, побоюючись за безпеку Бернса, інсценує численні злочини, щоб його бос навмисне їх перешкодив. Смізерс платить Гомерові, Ленні, Карлу, Божевільній Кошатниці й іншим громадянам, щоб ті зображали підставних суперлиходіїв.
Ліса виступає адвокатесою Барта. Однак, у ході розслідування шанси Сімпсонів на суспільне виправдання дедалі маліють через виклик численних свідків, які підтверджують минулі провини Барта.
Зневірившись знайти когось, хто б розв'язав дилему Барта, Ліса намагається залучитися допомого Бернса. Однак, Фрут Бетмен грубо відмовляє дівчинці. Смізерс не витримує та зізнається босові, що всі його попередні «подвиги» були підробленими, і це був єдиний шанс Бернса по-справжньому допомогти комусь.
Коли Мардж пере одяг громадян, вони з Лісою помічають, що кілт завгоспа Віллі заплямований лише одним яйцем, яке, ніби розчавили навмисно руками. Зрозумівши, що винуватцем є Віллі, Ліса протистоїть йому. Він зізнається у скоєнні витівки через свою ненависть до Великодня, оскільки він — шотландський пресвітеріанин-старовір. Віллі шматує кілт, щоб знищити докази. Коли він намагається втекти на своєму тракторі, втручається Фрут Бетмен і захоплює його.
Бернс віддає Віллі суду якраз перед тим, як Рено мала винести Барту обвинувальний вирок. Ліса дякує Бернсу та пропонує йому скористатися його героїчністю, щоб стати кращою людиною.
У фінальній сцені показано трейлер «Команди нетримання» (англ. «Dependables»), в якій кількох літніх мешканців Спрінґфілда представлено як команду супергероїв.

## Виробництво
У серпні 2012 року продюсери «Сімпсонів» запропонували колишній генпрокурорці США Дженет Рено знятися в ролі самої себе. Однак, через хворобу Паркінсона в Рено, воно не могла говорити довгі репліки сценарію. Сестра Дженет, Маггі Рено Гурчалла, закликала продюсерів відмовитися. Почувши голос Маггі і помітивши схожість з голосом Дженет, продюсери запрпонували розділити роль. Дженет Рено озвучила однорядкові репліки, а Маггі Рено Гурчалла — довші репліки.
У кінцевих титрах серію присвячено пам'яті брату Дженет і Маггі, Роберту Рено, який помер 7 липня 2012 року у віці 72 років від хвороби Альцгеймера. Також вказано, що Дженет і Маггі свої збори від озвучення пожертвуваними проєкту «Невинність», американській організація, яка займається виправданням помилково засуджених осіб.

## Цікаві факти і культурні відсилання
- Судовим художником, який малює Барта, є сам Метт Ґрюйнінґ[3].

## Ставлення критиків і глядачів
Під час прем'єри серію переглянули 4,89 млн осіб з рейтингом 2.2, що зробило її другим найпопулярнішим шоу на каналі «Fox» тієї ночі, після «Сім'янина».
Роберт Девід Салліван з «The A.V. Club» дав серії оцінку B, сказавши, що «хоча серія не обов'язково є найсмішнішою серією сезону, вона є однією з найприємніших несподіванок».
Тереза Лопес з «TV Fanatic» дала серії три з п'яти зірок, сказавши, що поява Дженет Рено була застарілою, але їй сподобалися жартівливі відсилання на ранніх «Сімпсонів».
У грудні 2013 року сценаристів серії Біллі Кімбола й Ієна Макстона-Ґрема було номіновано на премію «Енні» в категорії «Найкраще написання сценарію».
Згідно з голосуванням на сайті The NoHomers Club більшість фанатів оцінили серію на 3/5 і 4/5 із середньою оцінкою 2,83/5.